# 梯脉越桔
梯脉越桔（学名：[Vaccinium subdissitifolium] 错误：{{Lang}}：文本有斜体标记（帮助）），为杜鹃花科越桔属下的一个种。

## 扩展阅读
維基物種上的相關：梯脉越桔